# Dipartimento di Amambay
Il dipartimento di Amambay è il tredicesimo dipartimento del Paraguay situato nella parte orientale del paese. Il capoluogo è la città di Pedro Juan Caballero.

## Divisione politica
Il dipartimento è diviso in 3 distretti:
| Distretto            | km²   | Abitanti (2002) | Bella Vista Pedro Juan Caballero Capitán Bado Dip. di Concepción Brasile Dip. di San Pedro Dip. di Canindeyú |
| -------------------- | ----- | --------------- | --- |
| Bella Vista          | 3.787 | 9.611           | Bella Vista Pedro Juan Caballero Capitán Bado Dip. di Concepción Brasile Dip. di San Pedro Dip. di Canindeyú |
| Capitán Bado         | 3.613 | 17.117          | Bella Vista Pedro Juan Caballero Capitán Bado Dip. di Concepción Brasile Dip. di San Pedro Dip. di Canindeyú |
| Pedro Juan Caballero | 5.259 | 88.189          | Bella Vista Pedro Juan Caballero Capitán Bado Dip. di Concepción Brasile Dip. di San Pedro Dip. di Canindeyú |

## Geografia fisica
Il dipartimento è diviso dal Brasile tramite la cordillera di Amambay i cui prolungamenti danno luogo ad uno dei paesaggi collinari più belli del Paraguay; vi nascono inoltre molti fiumi che attraversano l'intero territorio nazionale. Il punto più alto è rappresentato dal Cerro Punta Porá (700 m s.l.m.).
Le temperature medie sono lievemente inferiori a quelle del resto del paese; nell'area vi sono abbondanti precipitazioni, il mese più secco è agosto.

### Confini
Il dipartimento confina a nord e a est con il Brasile, a sud con il dipartimento di Canindeyú e a ovest con i dipartimenti di San Pedro e Concepción.
Delimita il confine col Brasile il fiume Apa i cui affluenti attraversano il dipartimento.

## Storia
Lo sviluppo del territorio dipartimentale cominciò dopo la fine della guerra della Triplice Alleanza, che vide svolgersi proprio qui i suoi ultimi fatti d'arme: nel fiume Aquidabán Nigui morì il presidente paraguaiano Francisco Solano López.
Al termine della guerra si cominciò a privatizzare le terre per lo sfruttamento delle risorse forestali e la coltivazione del mate. La popolazione del territorio ebbe inizio dalla fondazione nel 1893 di Pedro Juan Caballero e da quella di Bella Vista nel 1902.

### Il dipartimento
Il dipartimento fu creato nel 1945; in precedenza il territorio dipartimentale era integrato in altri dipartimenti, in special luogo quello di Concepción. Nel 1973 ne furono modificati i confini.

## Economia
Il terreno del dipartimento è caratterizzato dal colore rosso, è infatti ricco di ossido di ferro; ciò ha favorito l'agricoltura. In anni recenti molti terreni sono stati disboscati per fare spazio per l'allevamento di bovini. In passato la silvicoltura e la produzione di legname erano una risorsa importante ma anni di sfruttamento e di contrabbando hanno distrutto questa risorsa e creato danni anche a livello idrogeologico. 
Vi si coltivano grano, mais, soia, riso, girasoli, tapioca, ortaggi e frutta. 
Caratteristica dell'allevamento sono i bovini della razza Nelore, ottenuta con incroci con bovini europei, una razza molto precoce e con alta produttività di carne. 
L'industria è concentrata nel settore alimentare, fa eccezione una manifattura di ceramiche che si trova nella località di Itapopó.